# Женевські протоколи
Женевські протоколи від 4 жовтня 1922 року або Протоколи про відбудову Австрії — міжнародний договір, укладений між Австрійською Республікою та Великою Британією, Францією, Італією і Чехословаччиною в рамках Ліги Націй. Австрія отримала 20-річну позику від Ліги Націй у розмірі 650 мільйонів золотих крон для подолання гіперінфляції після Першої світової війни та запровадження нової валюти — шилінга. Протоколи передбачали міжнародні гарантії суверенітету Австрії. В обмін на це країна зобов'язалася зберігати незалежність, зокрема не приєднуватися до Німецького рейху (так звана "аншлюсна заборона").

## Умови
Протокол складався з трьох декларацій, виданих в один день.
- У Декларації № 1 сторони-підписанти зобов'язалися не порушувати територіальну та економічну незалежність Австрії[3];
- Декларація № 2 регулювала іноземні позики, які мали бути надані австрійському уряду, і створила Комітет контролю, що складався з інших підписантів, для нагляду за розподілом коштів під час відбудови[4];
- Декларація № 3 надавала австрійському уряду час, необхідний для приведення внутрішнього законодавства у відповідність до Декларації № 2, а також право оскаржувати певні рішення, прийняті Контрольним комітетом[5].

## Наслідки
Голландець Альфред Рудольф Циммерманн взяв на себе контроль над австрійськими державними фінансами як генеральний комісар Ліги Націй. Фіскальними наслідками протоколів стали радикальні заходи жорсткої економії, скорочення державних службовців та суворий контроль за емісією австрійської крони. Учасниками переговорів з австрійської сторони були Ігнац Зайпель та Альберт Менсдорф-Пуї. Спочатку в парламенті не було переважної більшості для ратифікації Женевських протоколів. Вони були підтримані лише Християнськими соціалістами та Великонімецькою партією, але не Соціал-демократами. Тому 26 листопада 1922 року в Федеральному віснику законів Австрійської Республіки було опубліковано федеральний конституційний закон, який описав «надзвичайні повноваження федерального уряду відповідно до Женевського протоколу № 3». Це рішення, яке мало суперечливий правовий характер, дозволило впровадити додатковий законодавчий механізм до кінця 1924 року. В рамках цього механізму було сформовано «надзвичайну раду кабінету», яка отримала право ухвалювати постанови, що могли змінювати чинні закони. 
Завдяки Женевським протоколам західні держави виступили проти австро-німецького митного союзу 1931 року. 
Виплати за облігаціями Ліги Націй регулярно здійснювалися як до, так і після аншлюсу з Німецьким рейхом у 1938 році, але були призупинені під час Другої світової війни. Після її завершення Австрія продовжувала виплачувати свої борги до 1980 року.